# Borsjtsjiv
Borsjtsjiv (Oekraïens: Борщів; Russisch: Борщёв; Pools: Borszczów; Jiddisch: בארשטשיוו) is een stad in de oblast Ternopil, Oekraïne. In 2021 telde de stad 10.765 inwoners.

## Geschiedenis
Borsjtsjiv werd in 1456 voor het eerst vermeld als het landhuis van de familie Dudinski. In 1629 kreeg de stad, die op dat moment tot het Pools-Litouwse Gemenebest behoorde, het Maagdenburgs recht en het wapen, dat symbool was van het Huis Wasa. In de periode 1672-1683 werd de stad bestuurd door Ottomanen. Het werd geregeerd door Ottomanen tussen 1683 en 1699 en in deze periode verwoest door zowel Polen als Turken. Na het Verdrag van Karlowitz werd het teruggegeven aan Polen.
Na de eerste deling van Polen in 1772 werd de stad geannexeerd door het Habsburgse Rijk. Van 1809 tot 1815 stond het onder controle van het Russische Rijk en viel het daarna onder Oostenrijks gezag, om in de periode 1914-1917 opnieuw door Russische troepen te worden overgenomen. Van 1919 tot 1939 behoorde het tot Polen.
In 1939, tijdens de Tweede Wereldoorlog, werd de stad geannexeerd door de Sovjet-Unie. Het werd in juli 1941 ook door troepen bezet en er vonden verschillende massa-executies van Joden plaats. In april 1942 werd het getto van Borsjtsjiv opgericht. Tussen de lente en de zomer van 1942 werden ongeveer 400 Joden naar het Ivanovka-kamp gestuurd en werden meer dan 2.300 Joden op de Joodse begraafplaats doodgeschoten.
In de tweede helft van de 20e eeuw bevond zich er een suikerfabriek, een zuivelfabriek, een tabaksfabriek en een distilleerderij.